# 沃思鎮區 (伊利諾伊州伍德福德縣)
沃思鎮區（英語：Worth Township）是位於美國伊利諾伊州伍德福德縣的一個行政鎮區。

## 地方資料
根據2010年美國人口普查的數據，沃思鎮區的面積為93.90平方千米，當中陸地面積為93.70平方千米，而水域面積為0.20平方千米。當地共有人口8946人，而人口密度為每平方千米95.27人。